# Patagonotothen squamiceps
Patagonotothen squamiceps és una espècie de peix pertanyent a la família dels nototènids.

## Hàbitat
És un peix d'aigua marina, bentopelàgic i de clima temperat que viu entre 2 i 4 m de fondària.

## Distribució geogràfica
Es troba al Pacífic sud-oriental: Xile.

## Observacions
És inofensiu per als humans.